# 受験票
受験票（じゅけんひょう）とは、入学試験、資格試験、検定試験などの試験において、試験主催者が受験者に対して発行する書類のことである。
※注：以下は概ね各試験に共通的な内容であり、正確な内容は個々の試験によって異なる。

## 目的
試験の受験者が所定の受験申込手続きを完了した後、その試験の主催者が申込を正しく受理し、受験者が確かにその試験を受験できることを示す証明書として発行する。試験にもよるが、試験の1ヶ月～1週間程度前までに受験案内書とともに受験者に送付するのが普通である。
受験する際には送付された受験票を持参する必要がある。また、実際に申込者自身が受験していることを証明するため、受験票に顔写真の貼付が求められている場合もある。この場合は受験票の指定された箇所に証明写真を貼付する。紛失した場合は、再発行を申請する必要がある。
受験中は試験監督者にわかるよう、常に机上に置いておく場合が多い。
大学では多くの場合、入学手続の際に再び必要となる。

## 記載内容
概ね8cm×10cm前後、机上に置いても邪魔にならないサイズの紙である場合が多い。
以下の内容が記入されている。
- 検定名
- 受験級・科目など
- 受験者が届けた受験者自身の個人情報
  - 氏名
  - 住所
  - 生年月日
- 受験会場

受験票が送付された際は、これらの内容が正確に記載されているかどうかを確認することが求められる。また受験票が所定の期間内に送付されない場合、事前に試験主催者に連絡する必要がある。